# Tetracosanolid
Tetracosanolid ist ein Naturstoff aus der Gruppe der Lactone bzw. Makrolide.

## Vorkommen

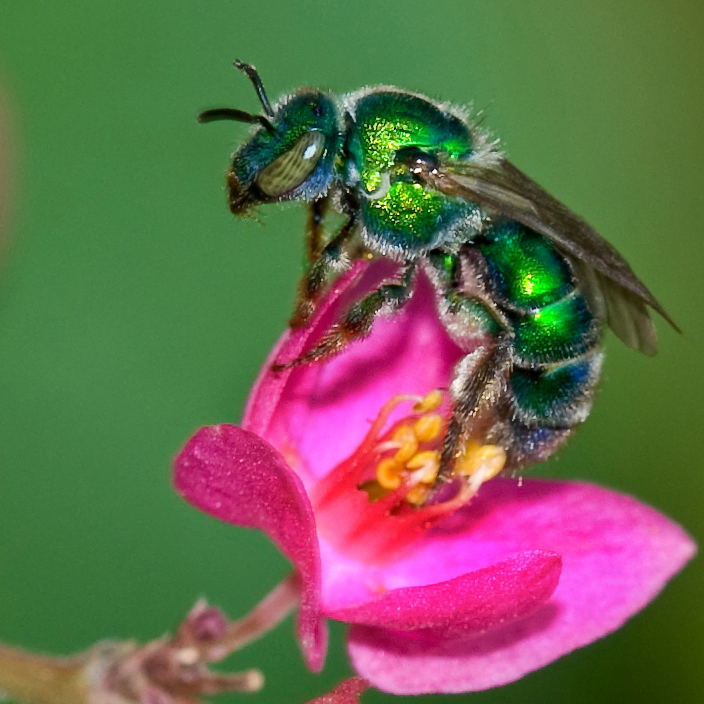
Im Sekret von Augochloropsis metallica kommt Tetracosanolid vor

Verschiedene Arten von Bienen der Unterfamilie Halictinae verfügen über Makrolide in den Dufour-Drüsen. Bei der Eiablage wird daraus ein linearer, hydrophober Polyester produziert, der das Nest schützt. Oft sind Eicosanolid und Octadecanolid die Hauptkomponenten, aber auch Tetracosanolid kommt in einigen Arten vor. Zu den Arten, die Tetracosanolid enthalten, gehören Halictus eurygnathus, Augochloropsis metallica und Nomia nevadensis. Bei der Art Lasioglossum zephyrum sind verschiedene Makrolide, darunter Tetracosanolid auch wichtige Komponenten des Sexualpheromons.
Tetracosanolid kommt auch im Verteidigungssekret verschiedener Termiten-Arten der Gattung Armitermes vor. Bei Armitermes neotenicus ist es die mengenmäßig wichtigste Komponente.
Tetracosanolid wurde außerdem in der Rinde von Smythea bombaiensis (Syn. Ventilago bombaiensis, Familie der Kreuzdorngewächse) nachgewiesen.

## Synthese
Eine mögliche Synthese von Tetracosanolid basiert auf einer Wittig-Reaktion und einer Yamaguchi-Macrolactonisierung.